# Maramec
Maramec és un poble dels Estats Units a l'estat d'Oklahoma. Segons el cens del 2000 tenia 104 habitants.

## Demografia
Segons el cens del 2000, Maramec tenia 104 habitants, 46 habitatges, i 28 famílies. La densitat de població era de 167,3 habitants per km².
Dels 46 habitatges en un 26,1% hi vivien nens de menys de 18 anys, en un 52,2% hi vivien parelles casades, en un 8,7% dones solteres, i en un 37% no eren unitats familiars. En el 32,6% dels habitatges hi vivien persones soles el 19,6% de les quals corresponia a persones de 65 anys o més que vivien soles. El nombre mitjà de persones vivint en cada habitatge era de 2,26 i el nombre mitjà de persones que vivien en cada família era de 2,86.
Per edats la població es repartia de la següent manera: un 22,1% tenia menys de 18 anys, un 8,7% entre 18 i 24, un 28,8% entre 25 i 44, un 23,1% de 45 a 60 i un 17,3% 65 anys o més.
L'edat mediana era de 40 anys. Per cada 100 dones de 18 o més anys hi havia 92,9 homes.
La renda mediana per habitatge era de 25.357 $ i la renda mediana per família de 24.750 $. Els homes tenien una renda mediana de 19.167 $ mentre que les dones 12.083 $. La renda per capita de la població era de 12.578 $. Cap de les famílies i l'1,8% de la població estaven per davall del llindar de pobresa.

## Poblacions més properes
El següent diagrama mostra les poblacions més properes.